# Juan Ramón Puig Solsona
Pour les articles homonymes, voir Puig et Solsona.
 (décembre 2023).
Si vous disposez d'ouvrages ou d'articles de référence ou si vous connaissez des sites web de qualité traitant du thème abordé ici, merci de compléter l'article en donnant les références utiles à sa vérifiabilité et en les liant à la section « Notes et références ».
Juan Ramón Puig Solsona, né le 31 octobre 1952 à Puigverd de Lleida (province de Lérida, Espagne), est un footballeur espagnol qui jouait au poste de milieu de terrain.

## Biographie
Juan Ramón Puig Solsona commence sa carrière avec les juniors du FC Barcelone, où il évolue de 1968 à 1971. Il joue ensuite avec le FC Barcelone B de 1971 à 1974. Il ne joue aucun match officiel avec l'équipe première du Barça, mais joue tout de même 11 matchs amicaux, et marque un but.
En 1974, il est prêté à l'UE Lleida, en troisième division. En 1976, il rejoint le Real Valladolid, club de deuxième division.
En 1978, il est recruté par le Rayo Vallecano, club avec lequel il découvre la première division espagnole. De 1980 à 1984, il joue de nouveau avec l'UE Lleida, en troisième division.
Le bilan de la carrière professionnelle de Puig Solsona en championnat s'élève à 16 matchs en première division (un but), et 22 matchs en deuxième division (0 but).